# Manuel Martí i Sáenz
Manuel Martí i Sàenz (Barcelona, 1880 - Barcelona, 1948) fou un compositor i director català.
Va ser deixeble de Ramón Villegas, Jaume Pahissa i Jo i Enric Morera i Viura. Va fundar i dirigir diversos cors. Els anys 1902-1903 es va fer càrrec de la Societat Coral Catalunya Nova i amb ella donà nombrosos concerts. El 1904 va fundar també la Societat de Concerts Catalònia. Arribà a ser subdirector de l'Orfeó Barcelonès.
Es va dedicar a l'ensenyament i a la direcció d'espectacles lírics i va escriure obres simfòniques, música de cambra i cançons.
L'any 1919 va estrenar l'obra Corpus, i va tornar a ser interpretada el 1930, aquest cop acompanyada de Canigó i formant part de la composició Dos impresiones sinfónicas.
Altres obres van ser: Melodies curtes, Euridiça, Cançó de la rosa (per a piano); Excelsior, Les cigales, Mitja nit, Caramelles (per a cor). També va escriure el mètode «Realizaciones de armonía a cuatro y cinco voces para órgano o piano», editat el 1949 de forma pòstuma.
El fons de Manuel Martí Sáenz es conserva a la Biblioteca de Catalunya.